# Білоруська партія «Зелені»
Білоруська партія «Зелені» (БПЗ, біл. Беларуская партыя «Зялёныя») — зелена політична партія в Республіці Білорусь. Партія була заснована 17 квітня 1994 року та була зареєстрована 3 червня 1994. Партія не підтримує і засуджує політику Олександра Лукашенка.

## Мета
Метою політичної партії є:
|  | Створення здорового життєвого середовища для людини, соціальні та природні параметри якого забезпечують максимум можливостей для його розвитку; розвиток духовності, високоморальне ставлення до всього живого, формування і поширення екологічного стилю мислення на всі сфери життя людей, в тому числі і на політичну; мир між народами та державами, заборона, а в перспективі і знищення ядерної, хімічної і біологічної зброї, а також найжорстокіших видів звичайного озброєння. Оригінальний текст (біл.) [Стварэнне здаровага жыццёвага асяродздзя для чалавека, сацыяльныя і прыродныя параметры якога забяспечваюць максімум магчымасцей для яго развіцця; развіццё духоўнасці, высокамаральных адносін да ўсяго жывога, фарміраванне і распаўсюджванне экалагічнага стылю мыслення на ўсе сферы жыцця людзей, у тым ліку і на палітычную; мір паміж народамі і дзяржавамі, забарона, а ў перспектыве і знішчэньне ядзернай, хімічнай і біялагічнай зброі, а таксама найболей жорсткіх відаў звычайнага ўзбраення.] Помилка: {{Lang}}: текст вже має курсивний шрифт (допомога) |

## Історія
13 вересня 1999 року партія була повторно зареєстрована. 9 - 12 жовтня 2008 року в Парижі проходив конгрес Європейської партії зелених (EGP), в роботі якого взяли участь делегати і білоруської партії. В ході конгресу було розглянуто заяву БПЗ про те, щоб присвоїти білоруським зеленим статус партії-спостерігача в EGP. Учасники конгресу одноголосно задовольнили прохання.
31 травня 2010 р. партія висунула свого кандидата в Президенти РБ - Ю.Е.Глушакова (заступник голови партії, колишній депутат Гомельської міськради. Проте, у жовтні 2010 року Юрій Глушаков заявив про зняття своєї кандидатури:
|  | Я заявляю про те, що я як претендент, не буду далі брати участь у президентській кампанії. Нашій партії, на жаль, не вдалося зібрати необхідної для висунення в кандидати кількості підписів. Оригінальний текст (біл.) [Я заяўляю аб тым, што я як прэтэндэнт, не буду далей удзельнічаць у прэзідэнцкай кампаніі. Нашай партыі, на жаль, не атрымалася сабраць неабходнага для вылучэння колькасці подпісаў.] Помилка: {{Lang}}: текст вже має курсивний шрифт (допомога) |

У вересні 2010 року після затримання ряду соціальних активістів анархістського руху, був затриманий еколог Володимир Володін, член Ради партії «Зелені».
5 листопада 2011 року в Мінську пройшов з'їзд партії. В ході з'їзду делегати переобрали склад Центральної Ради і структуру керівництва партії - голову, його заступників, членів центрально-ревізійної комісії. У виборах голови партії брали участь колишній голова Олег Новіков і Дмитро Серебряков, делегат з Бобруйська. За Олега Новикова проголосувало 29 осіб, за Дмитра Серебрякова - 5. Серед інших тем, які піднімалися на зборах, були питання щодо партійної символіки, поправки до статуту партії і щодо будівництва АЕС в Білорусі.
У листопаді 2011 року члени партії взяли участь в до петицийній кампанії проти розстрілу Коновалова і Ковальова, обвинувачених у вибуху в мінському метро 11 квітня.
|  | Зелені і так завжди виступають проти практики смертної кари в Білорусі, яка залишається останньою країною в Європі, де залишилася така негуманна форма покарання. Смертна кара - це, в тому числі, можливість судової помилки. Тим більше в даному випадку, якщо вина підозрюваних, на думку громадськості, повністю не доведена. Потрібно як мінімум провести додаткове слідство. Оригінальний текст (біл.) [Зялёныя і так заўсёды выступаюць супраць практыкі смяротнага пакарання ў Беларусі, якая застаецца апошняй краінай у Еўропе, дзе засталася такая антыгуманістычная форма пакарання. Смяротнае пакаранне гэта ў тым ліку магчымасць судовай памылкі. Тым больш у дадзеным выпадку, калі віна падазраваных на думку грамадскасці цалкам не даказаная. Патрэбна як мінімум правядзення дадатковага следства] Помилка: {{Lang}}: текст вже має курсивний шрифт (допомога) |